# 预警即发射
预警即发射（英文：Launch on warning，缩写：LOW）是一种核武器反击策略：当探测到敌方核攻击的预警信号时，在敌方导弹尚未引爆仍在空中飞行时，即发动核反击。这一策略在冷战期间苏联与美国的对峙中得到认可。随着洲际弹道导弹的发明，预警即发射成为相互确保摧毁理论重要组成部分。据报道，美国的陆基导弹可以在总统决定后5分钟内发射，潜射弹道导弹则可以在15分钟内发射。

## 历史
在洲际弹道导弹问世之前，美国战略空军司令部通过一项名为“铬穹顶行动”（英文：Operation Chrome Dome）的计划来始终保持多架轰炸机在空中巡逻。一旦苏联对美国进行核打击，在空中巡逻的空中的轰炸机会被命令飞往苏联用核弹头轰炸预定目标。这些轰炸机通常是B-47或B-52，并有三条主要的飞行路线。通过保持轰炸机在空中巡航，即便第一次袭击摧毁了地面设施，也能确保实施第二次袭击。
在冷战的高峰时期，美国还配备了特殊的波音EC-135飞机作为核武器的空中指挥中心。战斗指挥组中包括一名将军或高级军官，如果无法联系到总统，他有权下令进行报复性打击。
预警即发射的起源可追溯至美国总统艾森豪威尔提出的“积极控制”（英文：Positive Control）战略，但真正成形则是随着民兵导弹的引入。由于包括“民兵”在内的许多洲际弹道导弹（ICBM）都是从地下发射井发射的，这引发了一种担忧：一国的首次核打击可能会摧毁另一国的地面发射设施，从而使其无法进行反击。
1997年，一位美国官员表示，美国拥有实施预警即发射的技术能力，但并无意采用这一战略姿态。这一立场在1997年的总统核武器政策指令中并未发生改变。
核战略中有两种主要选择。一种选择是“受攻击后反击”（retaliation after ride-out），即第二次打击的国家在遭受攻击后再发射其导弹。这种情况下，一部分核武库难免会在攻击中被摧毁，因此两个超级大国都大力投资于提高核力量的生存能力，包括为洲际弹道导弹（ICBM）建造加固的地下发射井，以及部署潜射弹道导弹。
另一种选择是“预警即发射”，即在对方导弹摧毁己方导弹前率先发射核导弹。这种能力的实现主要得益于导弹技术的进步，使得导弹能够更快速地发射。在20世纪70年代，这种能力通过双方部署基于太空的发射探测技术进一步增强，美国部署了同步轨道的导弹预警卫星，而苏联亦部署了卫星监控。
解密文件表明，20世纪50年代末至70年代，预警即发射策略进入了美国的部分核政策。1981年，美国的核策略有调整，规定在接收到苏联导弹来袭的信息后，美国“不应依赖于不可逆转的方式发射我们的核力量”，但美国“必须做好准备，在收到苏联核攻击开始的预警后，起飞可以召回的轰炸机部队”。
有一些策略可以削弱“预警即发射”策略的有效性。例如，首次打击的一方可以使用一种称为X射线压制（X-ray pin-down）的技术来延缓对方的反击。这种技术包括从近距离发射大量潜射导弹，以“低弹道”模式在数分钟内抵达目标。这些导弹的弹头被设定为每隔一分钟左右在高空爆炸一次，从而显著干扰被攻击国家发射其洲际弹道导弹（ICBM）的能力。

### 中国
进入2020年代，据报道，中国的部分核力量已开始转变为预警即发射的策略。